# Bio (football)
Cet article concerne le footballeur. Pour les autres significations, voir Bio.
William Silvio Modesto Veríssimo, plus connu sous le nom de Bio, né le 8 mars 1953 à Araraquara (Brésil) et mort le 23 février 2008 à Guarulhos (Brésil), est un footballeur brésilien des années 1970 et 1980 qui jouait au poste d'attaquant.

## Biographie
Bio commence sa carrière au Ferroviária, club de sa ville natale. Il joue ensuite au SE Palmeiras de São Paulo. Plus tard, il est recruté par le club portugais du Vitória FC de Setúbal. En 1975, il débarque en Espagne pour jouer avec le club catalan de Terrassa FC qui milite en deuxième division. En 1977, Bio obtient la nationalité espagnole par mariage. Avec Terrassa, il joue 90 matchs et marque 31 buts en championnat. Ses bonnes performances et son passeport espagnol facilitent son recrutement par le FC Barcelone en 1978.
Avec le Barça, il ne joue que 9 matchs de championnat et marque 3 buts, mais il remporte une Coupe d'Espagne en 1978[réf. nécessaire] et une Coupe des vainqueurs de coupe en 1979.
En 1979, il est recruté par l'Espanyol de Barcelone avec Alfredo Amarillo et Francisco Fortes en échange de Canito qui va au FC Barcelone. Bio ne joue que 14 matchs de championnat et marque 2 buts. Pendant la saison 1980-1981, il est prêté au CD Málaga. Puis il est prêté au CE Sabadell. Il termine sa carrière dans divers clubs modestes du football catalan.
Il retourne ensuite au Brésil où il vit dans l'indigence et meurt de la tuberculose en 2008.

## Palmarès
Avec le FC Barcelone :
- Coupe d'Espagne : 1978 [réf. nécessaire]
- Coupe d'Europe des vainqueurs de coupe : 1979